# Woodstock 50
Woodstock 50 war ein geplantes Musikfestival, das zum 50-jährigen Jubiläum des Woodstock-Festivals vom 16. bis zum 18. August 2019 stattfinden sollte. Das originale Woodstock-Festival hatte vom 15. bis zum 17. August 1969 in Bethel (New York) stattgefunden und am Morgen des 18. August 1969 geendet. Nach etlichen organisatorischen Problemen und mehreren Absagen von Musikern und Bands wurde Woodstock 50 am 31. Juli 2019 abgesagt.

## Geschichte
Michael Lang, einer der Organisatoren des Woodstock-Festivals von 1969, kündigte im Januar 2019 an, dass er ein dreitägiges Festival zum 50-jährigen Jubiläum der Originalfestivals auf der Rennstrecke Watkins Glen International  im Bundesstaat New York mit organisieren werde. Am 19. März wurden die teilnehmenden Musiker und Bands sowie der Zeitplan für die drei Festivaltage bekannt gegeben. Am 5. April zogen die Black Keys ihre Teilnahme zurück. Joan Baez erzählte dem Rolling Stone, dass sie angesprochen worden war, aber ihre Teilnahme abgelehnt hatte. Auch Paul McCartney, Billy Joel und eine wiedervereinigte Version von Led Zeppelin hatten abgelehnt, mit Ausnahme des Sängers von Led Zeppelin Robert Plant.
Ein zweites Jubiläumskonzert wurde angekündigt, das am Originalschauplatz des Woodstock-Festivals von 1969 beim Bethel Woods Center for the Arts stattfinden sollte. Als Teilnehmer genannt wurden John Fogerty und Santana, die beide auch auf der Besetzungsliste von Woodstock 50 geführt wurden, sowie Ringo Starr, Arlo Guthrie, Edgar Winter und die Doobie Brothers. Lang ging formal gegen dieses zweite Festival vor.
Am 22. April sollte der Ticketverkauf beginnen. Zu diesem Zeitpunkt lag jedoch noch keine amtliche Erlaubnis für das Festival vor. Am 29. April zog sich der Investor Dentsu Aegis Network aus dem Projekt zurück und sagte das Festival ab, nachdem die Kapazität des Festivalgeländes von geplanten ursprünglich 150.000 Besuchern auf 65.000 reduziert worden war. Lang widersprach Dentsu Aegis und erklärte, die Planung werde fortgesetzt. Am 1. Mai verließ auch der Produktionspartner Superfly das Projekt.
Da die meisten Verträge mit Dentsu Aegis abgeschlossen worden waren, waren die verpflichteten Künstler nicht mehr an diese Verträge gebunden. Am 6. Mai wurde bekannt, dass CDI Entertainment die Produktion übernommen hatte. Lang verklagte Dentsu Aegis am 9. Mai auf die Rückzahlung von 17,8 Millionen US-Dollar. Im Gegenzug verklagte Dentsu Aegis am 13. Mai Lang, dass die Rechte am Festival auf ihrer Seite lägen und die Kündigung damit rechtens gewesen sei.
Am 15. Mai urteilte ein Richter in New York, dass Dentsu Aegis nicht berechtigt war, das Festival abzusagen. Gleichzeitig besagte das Urteil, Dentsu Aegis müsse die 17,8 Millionen US-Dollar nicht an die Veranstalter zurückzahlen. Am 17. Mai sprang die Bank Oppenheimer Holdings als Investor ein.
Am 10. Juni gab Watkins Glen International bekannt, dass der Vertrag zur Nutzung der Rennstrecke für das Festival gekündigt worden war. Der Grund war, wie später bekannt wurde, eine ausstehende Zahlung von 150.000 US-Dollar. Am gleichen Tag zog sich CDI Entertainment aus der Organisation zurück.
Am 24. Juni beantragten die Organisatoren die Erlaubnis, eine abgespeckte Version des Festivals auf der Pferderennbahn Vernon Downs, ebenfalls im Bundesstaat New York, veranstalten zu dürfen. Der Antrag wurde am 9. Juli abgelehnt.
Am 25. Juli berichtete Bloomberg News, Woodstock 50 werde im Merriweather Post Pavilion, einem Festivalgelände in Columbia (Maryland) unweit von Washington, D.C., stattfinden. Die Zuschauerkapazität reduzierte sich damit erheblich auf weniger als 20.000. Das Festival wurde jetzt als Benefizveranstaltung mit freiem Eintritt angekündigt. Auf dem Gelände war bereits ein Konzert der Smashing Pumpkins am 17. August geplant, wodurch das jetzt „Woodstock 50 Washington“ genannte Festival auf einen Tag zusammenschrumpfen sollte.
Jay-Z und John Fogerty zogen kurz darauf ihre Teilnahme zurück. Die Veranstalter lösten am 26. Juli alle Verträge mit den Künstlern auf und baten sie, dennoch aufzutreten. In den nächsten Tagen verkündeten Dead & Company, Country Joe McDonald, John Sebastian, Santana, The Lumineers, The Raconteurs, Pussy Riot und Miley Cyrus ihren Ausstieg aus dem Festival. Andere Bands zogen ihre Teilnahme wegen anderer Verpflichtungen zurück. The Zombies erklärten sich weiterhin bereit, bei Woodstock 50 aufzutreten. Am 30. Juli, 17 Tage vor dem geplanten Beginn, hatten die Organisatoren noch keinen Antrag zur Veranstaltung des Festivals auf dem Gelände des Merriweather Post Pavilion gestellt.
Am 31. Juli gaben die Veranstalter bekannt, dass das Festival endgültig abgesagt sei. Lang schob die Schuld für das Scheitern auf Dentsu Aegis und behielt sich rechtliche Schritte gegen die Firma vor.

## Geplante Auftritte
Bevor alle Verträge am 26. Juli 2019 aufgehoben wurden, waren Auftritte folgender Musiker und Bands vorgesehen:

### 16. August 2019
- The Killers
- Miley Cyrus (sagte am 30. Juli ab)
- Santana (sagte am 30. Juli ab)
- The Lumineers (sagten am 30. Juli ab)
- The Raconteurs (sagten am 30. Juli ab)
- Robert Plant and the Sensational Space Shifters
- Nathaniel Rateliff and the Night Sweats
- John Fogerty (sagte am 25. Juli ab)
- Run the Jewels
- The Head and the Heart
- Maggie Rogers
- Michael Franti & Spearhead
- Bishop Briggs
- Anderson East
- Akon
- Princess Nokia
- John Sebastian (sagte am 29. Juli ab)
- Melanie
- Grandson
- Fever 333
- Dorothy
- Flora Cash
- Larkin Poe
- Brian Cadd
- Ninet Tayeb

### 17. August 2019
- Dead & Company (sagten am 27. Juli ab)
- Chance the Rapper (sagte niemals formal ab, doch Woodstock 50 erschien auch nicht auf seinem Tourkalender)
- The Black Keys (sagten am 5. April ab)
- Sturgill Simpson
- Greta Van Fleet
- Portugal. The Man
- Leon Bridges
- Gary Clark Jr.
- Edward Sharpe and the Magnetic Zeros
- David Crosby and Friends (sagte niemals formal ab, bezeichnete das Festival jedoch am 18. Juli in einem Radiointerview als „tot“)
- Dawes
- Margo Price
- Nahko and Medicine for the People
- India.Arie
- Jade Bird
- Country Joe McDonald (sagte am 29. Juli ab)
- Rival Sons
- Emily King
- Soccer Mommy
- Sir
- Taylor Bennett
- Amy Helm
- Courtney Hadwin
- Pearl
- John-Robert
- IAMDDB

### 18. August 2019
- Jay-Z (sagte am 26. Juli ab)
- Imagine Dragons
- Halsey
- Cage the Elephant
- Brandi Carlile
- Janelle Monáe
- Young the Giant
- Courtney Barnett
- Common
- Vince Staples
- Judah & the Lion
- Earl Sweatshirt
- Boygenius
- Reignwolf
- The Zombies
- Canned Heat
- Hot Tuna
- Pussy Riot (sagten am 30. Juli ab)
- Cherry Glazerr
- Leven Kali
- The Marcus King Band
- Victory
- Hollis Brown
- John Craigie
- Amigo the Devil
- Liz Brasher